# Michael Shermer
Michael Brant Shermer (Glendale, 8 de setembro de 1954) é um psicólogo, escritor  e historiador da  ciência estadunidense, fundador da revista Skeptic Magazine e diretor da Skeptics Society. É também colunista da Scientific American.
Ateu e cético, é famoso por seus estudos em psicologia experimental e como porta-voz da comunidade cética na crítica das pseudociências.
Em setembro de 2014, publicou como colunista que teve seu ceticismo abalado por um fenômeno anômalo para o qual ele não tinha uma explicação. No entanto, ele esclareceu que isso não o fez abandonar seu ceticismo. Segundo Shermer, não precisamos preencher as lacunas do conhecimento com forças sobrenaturais e não há problema em dizer "Eu não sei" até que uma explicação natural se apresente.

## Formação
Shermer formou-se na Escola de Crescenta High Valley em 1972 e logo depois começou seus estudos de graduação na Universidade Pepperdine, inicialmente optou por cursar teologia cristã em seguida mudou para psicologia, concluindo ali sua formação em 1976.[carece de fontes?]
Fez pós-graduação em psicologia na California State University e concluiu seu mestrado em psicologia experimental em 1978, pela mesma instituição.[carece de fontes?]
Antes de iniciar-se na sociedade cética, Shermer foi professor de história da ciência no Occidental College, na Califórnia. Desde 2007, Shermer é professor adjunto na Claremont Graduate University e desde 2011 também professor adjunto na Universidade Chapman.[carece de fontes?]

## Sociedade cética
Em 1992 começou a Shermer Skeptics Society, que produz revista Skeptic e atualmente tem mais de 55.000 membros. Além disso, o grupo organiza a Série Palestra Caltech, que oferece palestrantes em uma ampla gama de temas relacionados com a ciência, a psicologia, as questões sociais, religião/ateísmo, ceticismo. Oradores anteriores incluem Stephen Jay Gould, Jared Diamond, Donald Johanson, Julia Sweeney, Richard Dawkins, Philip Zimbardo, Steven Pinker, Carol Travis, David Baltimore, Lisa Randall, Daniel Dennett, Tim Flannery, Lawrence Krauss , Michio Kaku, Susan Blackmore, Christof Koch, Alison Gopnik, Ursula Goodenough, Edward Tufte, Bjorn Lomborg, Sam Harris, Jeff Schweitzer e muitos outros. As palestras ocorrem nas tardes de domingo, e são abertas ao público para uma taxa nominal.[carece de fontes?]

## Livros
- O Outro Lado da Moeda: A Influência do Fator Emocional na Sua Relação com o Dinheiro (2008).
- Por Que as pessoas Acreditam em Coisas Estranhas (2011).
- Ensine Ciência a Seu Filho e Torne a Ciência Divertida Para Vocês Dois (2011).
- Cérebro e Crença: De fantasmas e deuses à política e às conspirações - como nosso cérebro constrói nossas crenças e as transforma em verdades (2012).[5]